# Eva Crutzen
 (janvier 2019).
Si vous disposez d'ouvrages ou d'articles de référence ou si vous connaissez des sites web de qualité traitant du thème abordé ici, merci de compléter l'article en donnant les références utiles à sa vérifiabilité et en les liant à la section « Notes et références ».
Pour les articles homonymes, voir Crutzen.
Eva Crutzen, née le 15 avril 1987 à Maastricht,, est une actrice, chanteuse et auteure-compositrice-interprète néerlandaise.

## Filmographie

### Cinéma et téléfilms
- 2010 : Flikken Maastricht : L'infirmière
- 2010 : Snuf en de IJsvogel (nl) : L'Agente Roelie van Tongeren
- 2014 : D.E.A.L. : Jeanette Polderman
- 2015 : Jeuk (nl) : Eva
- 2015 : Isabelle et le Secret de d'Artagnan (Code M) : L'infirmière

## Discographie

### Album studio
- 2018 : Opslaan als (sorti le 30 novembre 2018)[3]